# Radikal 119
Radikal 119 mit der Bedeutung „Reis“ ist eines von neunundzwanzig traditionellen Radikalen der chinesischen Schrift, die aus sechs Strichen bestehen.
Mit 56 Zeichenverbindungen in Mathews’ Chinese-English Dictionary kommt dieses Radikal relativ häufig vor.

## Schriftzeichenverbindungen, die vom Radikal 119 regiert werden
| Striche | Zeichen                                         |
| ------- | ----------------------------------------------- |
| +0      | 米                                              |
| +02     | 籴 籵 籶                                        |
| +03     | 籷 籸 籹 籺 类 籼 籽 籾 籿 粀 粁 粂             |
| +04     | 粃 粄 粅 粆 粇 粈 粉 粊 粋 粌 粍 粎 粏 粐 粑    |
| +05     | 粒 粓 粔 粕 粖 粗 粘 粙 粚 粜 粝                |
| +06     | 粞 粟 粠 粡 粢 粣 粤 粥 粦 粧 粨 粩 粪 粫 粬 粭 |
| +07     | 粮 粯 粰 粱 粲 粳 粴 粵                         |
| +08     | 粶 粷 粸 粹 粺 粻 粼 粽 精 粿 糀 糁             |
| +09     | 糂 糃 糄 糅 糆 糇 糈 糉 糊 糋 糌 糍 糎          |
| +10     | 糏 糐 糑 糒 糓 糔 糕 糖 糗 糘                   |
| +11     | 糙 糚 糛 糜 糝 糞 糟 糠 糡 糢 糨                |
| +12     | 糣 糤 糥 糦 糧                                  |
| +13     | 糩 糪 糫 糬 糭                                  |
| +14     | 糮 糯 糰                                        |
| +15     | 糲                                              |
| +16     | 糱 糳 糴                                        |
| +17     | 糵                                              |
| +19     | 糶                                              |
| +21     | 糷                                              |

 Im Unicodeblock Kangxi-Radikale ist das Radikal 119 unter der Codepointnummer 12.150 (U+2F76) codiert.